# Sermaize-les-Bains
Sermaize-les-Bains település Franciaországban, Marne megyében. Lakosainak száma 1752 fő (2022. január 1.). Sermaize-les-Bains Remennecourt, Andernay, Contrisson, Mognéville, Alliancelles, Cheminon, Heiltz-le-Maurupt és Pargny-sur-Saulx községekkel határos.

## Népesség
A település népessége az elmúlt években az alábbi módon változott:
| Lakosok száma | 2741 | 2357 | 2153 | 2242 | 2014 | 1968 | 1906 | 1789 | 1779 | 1752 |
|               | 1968 | 1982 | 1990 | 2006 | 2013 | 2015 | 2017 | 2019 | 2020 | 2022 |